# Gaj Julij Cezar
Gaj Julij Cezar (latinsko Caius Iulius Caesar , rimski politik, zgodovinar, govornik in vojskovodja, * 13. julij 100 pr. n. št., Rim, † 15. marec 44 pr. n. št., Rim; po posmrtni deifikaciji je bil imenu dodan naslov divus (bog), zato so epigrafski napisi bodisi C•IVLIVS•C•F•CAESAR [G(aj) Julij G(ajev) S(in) Cezar] kot tudi DIVVS IVLIVS (bog Julij).
Odigral je pomembno vlogo pri preureditvi oslabljene Rimske republike v Rimsko cesarstvo.

## Rojstvo in mladost
Julij Cezar se je rodil (po nekaterih podatkih s carskim rezom) leta 100 pr. n. št. Prihajal je iz ugledne družine, saj je bil nečak konzula Gaja Marija (156–86 pr. n. št.) po očetovi strani. Do približno svojega desetega leta se je učil pri Marku Antoniju Gnifonu. Leta 84 pr. n. št. se je poročil s Kornelijo Cino. Istega leta je umrl njegov oče, zato je Cezar kot šestnajstletnik postal glava družine. V letih od 89 do 79 pr. n. št. je Cezar v Mali Aziji služil kot član osebja pretorja Marka Minucija Terma. Po izbruhu vojne s pontskim kraljem Mitridatom VI. Evpatorjem (132–63 pr. n. št.) je s svojo družino pobegnil nazaj v Rim. 83 pr. n. št. se je Marijev nasprotnik Lucij Kornelij Sula (138–78 pr. n. št.) izkrcal v mestu Brundisium (danes Brindisi) po vrnitvi iz vojne v Mali Aziji, zaradi katere so ga razglasili za diktatorja, hotel maščevati vsem zaveznikom Marija, med katerimi je bil tudi Julij Cezar. Sula bi s Cezarjevim umorom tvegal ugled, zato mu je ukazal, naj se loči od hčere Marijevega pristaša in s tem pokaže privrženost njemu in njegovemu režimu. Cezar ga ni ubogal, vendar ga Sula kljub temu ni usmrtil, rekoč:
V tem fantu tiči več kot en Marij!
Cezar je pred Sulo pobegnil v Grčijo. Leta 81 pr. n. št. je zavzel utrdbo Mitileno (Milet), zadnje nezasedeno kraljestvo v Grčiji, ki je stalo na grškem otoku Lezbosu. Šolal se je na Rodosu v šoli Apolonija Molonovega, znamenitega učitelja, ki je učil tudi Cicerona.

## Politična kariera
Po Sulovi smrti (78 pr. n. št.) se je Cezar vrnil v Italijo, kjer je v Rimu prevzel službo pravnika. V svojem poklicu je najprej zagovarjal Makedonce, ki jih je makedonski prokonzul Dolabela dolgo zatiral. Primer je izgubil, saj je Dolabela podkupil senat, sodnike in najel dva izmed najboljših govornikov tistega časa: Kvintija Hortenzija in Cezarjevega bratranca Gaja Avrelija Koto.

Cezarjev naslednji primer je bil zagovor Grkov, ki jih je Gaj Antonij prisilil v vojno proti Mitridatu. Zaradi plebejskih tribunov je izgubil, a je tokrat s stavkom: 
Rimski zakoni morajo veljati za vse!
vzbudil navdušenje med populari (ljudstvom). Njegovo pravniško kariero je prekinil ponoven napad Mitriada IV. na rimske posesti v Mali Aziji. Cezar je na lastno pobudo in stroške oskrbel majhno vojsko, kateri je poveljeval Lucij Licinij Lukul (117–56 pr. n. št.). Majhna vojska je dobro ščitila del ogroženih ozemelj.
V Rimu je ob smrti svoje tete Julije, Marijeve žene, Cezar pripravil dober govor in z njim vzbudil sočutje pri ljudskih množicah. Na pogrebu je ukazal nositi Marijeve podobe, kar je bilo za vladajoče nesprejemljivo, Marijevim pristašem pa je postal všeč.
Kmalu zatem mu je umrla žena Kornelija. Za pogreb je zopet pripravil rahločuten govor in množice so ga vzljubile kot dobrega in nežnega moža.
Leta 78 pr. n. št. se je vrnil v Malo Azijo, a so ga v Kilikiji ujeli pirati. Cezar je od njihovega vodje zahteval, da je zvišal odkupnino na 50 talentov zlata, češ da ne ve, koga je ujel. Cezar je v ujetništvu 38 dni preživel kot veslač na piratski galeji. Cezar se je takoj po izpustitvi maščeval in je pirate dal križati. Ko se je leta 73 pr. n. št. kot heroj vrnil v Rim, je postal član svečeniškega kolegija (pontifeksa). Leta 68 pr. n. št. je bil oklican za kvestorja španske province Betice (današnja Andaluzija) ter se tako povzpel na najnižjo stopnico v karieri rimskega državnika. Leta 65 pr. n. št. se je vrnil iz Španije in se poročil s Pompejo, Sulovo hčerjo. Kmalu je postal nadzornik Apijeve ceste in organizator javnih iger (kurulski edil). Cezar je položaj izkoristil za pridobivanje množic na svojo stran, da bi ga podprle pri volitvah v ljudsko skupščino in tako je organiziral veličastne igre; v eni izmed njih je sodelovalo 320 parov gladiatorjev. Dve leti pozneje je bil imenovan za predstojnika svečeniškega kolegija (pontifex maximus). 62 pr. n. št. je postal sodni uradnik ali pretor, ki je imel vidno vlogo pri vodstvu porotnih sodišč. Zaradi hitrega napredovanja in naraščajoče moči so bili optimati vse bolj zaskrbljeni, vendar ga zaradi ugleda nihče ni upal javno napasti. Cezarjev vpliv med ljudskimi množicami je medtem bolj in bolj rasel, vendar je imel svojo ceno. Cezar je zapadel v velike dolgove, saj ves denar namenil za prirejanje iger ter podkupovanje pri volitvah za svečenika in pretorja. Cezarju je iz dolgov pomagal takrat najbogatejši Rimljan Mark Licinij Kras (115–53 pr. n. št.), ki je menil, da si bo pridobil na svojo stran množice, če bo podprl Cezarja. Zaradi tega je odplačal njegov dolg, ki je znašal 830 talentov (17 500 kg srebra). Cezar naj bi 62–61 pr. n. št. opravljal namestništvo v zgornji Hispaniji, a je bil leta 61 pr. n. št. imenovan za guvernerja in je tako za vedno prevzel upravo Iberije (današnja Španija). To leto je bilo v njegovi karieri prelomno; dotlej je deloval kot vsak državljan z močnimi političnimi ambicijami, odtlej pa je marsikdaj prekršil zakon, da je dosegel zadane cilje. Po pričevanjih naj bi ga k temu močno spodbudil življenjepis Aleksandra Velikega, ki ga je bral v Iberiji. Cezar naj bi bil globoko prizadet, ker je Aleksander v njegovih letih že vladal vsemu tedaj znanemu svetu. Med opravljanjem dolžnosti v Španiji so izbruhnili nemiri med lokalnim prebivalstvom. Cezar je zatrl upore in zasedel več mest, oplenil je tudi rudnike zlata. S svojimi prvimi večjimi vojaškimi uspehi je pridobil veliko denarja. Zaradi zmage nad uporniki je smel proslaviti triumf, z denarjem, ki si ga je nagrabil, pa je hotel kandidirati za konzula. Ko se je vrnil pred Rim, se je znašel pred dilemo: kot general, ki se poteguje za triumf, je moral počakati pred mestom, kot kandidat za konzula pa je moral biti osebno navzoč v Rimu. Cezar se je odrekel triumfu in se proglasil kot kandidat za konzula. V tem času se je spoprijateljil z znanim vojaškim poveljnikom Gnejem Pompejem (29. september 106 – 29. september 48 pr. n. št.) ter se pod njegovim in Krasovim okriljem spustil v predvolilni boj. Tako je postal najvplivnejši politik rimskega senata.
Cezar je imel dva zelo vplivna prijatelja: Pompeja in Krasa. Kras si je želel zavarovati svoje bogastvo, Pompej pa je bil razočaran nad senatom, ker mu ni dal zasluženega priznanja za zmago nad Mitridatom VI. v tretji mitridatski vojni (74–63 pr. n. št.) in zavzetje Bitinije, Ponta, Kilikije, Sirije, Cipra in Kirene. Ustanovili so triumvirat, v katerem si je vsak od njih obetal koristi zase: Pompej preskrbo svojih veteranov in priznanje preureditve v vzhodnem delu republike, Cezar vojaškega poveljstva, Kras pa zavarovanje svojih gospodarskih koristi. Triumvirat je bil zapečaten s Pompejevo omožitvijo Cezarjeve hčerke Julije in Cezarjeve poroke s Kalpurnijo, katere oče Piso je bil dober Krasov prijatelj. Vsak izmed trojice je imel tudi določeno lastnost za dosego želenih ciljev: Pompej je imel močno in zvesto vojsko, Cezar je bil nadarjen politik in vojskovodja, Kras pa je imel neizmerne količine denarja. Prvi rezultati vladanja članov triumvirata so bili vidni že isto leto. Senat je na Cezarjev predlog potrdil zemljiški zakon, po katerem je bila zemlja razdeljena med revno mestno prebivalstvo in Pompejeve vojake. V zakonu o poveljevanju v provincah je Cezarju pripadlo poveljstvo v provincah: Cisalpinska Galija (ravnine ob reki Pad), Transalpinska Galija (Provansa) in Ilirik ali Ilirikum (Istra, Kvarner in Dalmacija) za obdobje med letoma 58 in 54 pr. n. št. Skupno so bile v teh provincah štiri legije (vsaka legija je štela 4800 profesionalnih, težko oboroženih pešakov). Ta vojska je bila namenjena za obrambo provinc pred notranjimi upori in zunanjimi nasprotniki. Leta 58 pr. n. št. je Cezar zapustil Rim, na Cezarjevo mesto konzula pa je prišel njegov tast Pison. Triumvirat je bil obnovljen leta 56 pr. n. št.
Decembra 60 pr. n. št. je Cezar postal konzul – najvišji uradnik v rimski republiki. Bil je izvoljen iz vrst popularov (plebsa ali ljudstva), iz vrst optimatov (senata) pa je bil izvoljen Kornelij Bibul. Razmerje moči med obema konzuloma je bilo popolnoma neprimerljivo, saj je Cezar o vsem odločal praktično sam. Bibul se je po neuspešnem blokiranju zemljiškega zakona od žalosti in nemoči do konca leta zaprl v hišo. Med ljudmi je začela krožiti šala, da je leto 59 pr. n. št. leto konzulov Julija in Cezarja. Cezar je medtem že začel preoblikovanje zakonov. Senat je konzuloma običajno zaupal province, kjer so se pričakovali vojni spopadi, vendar so se senatorji (večinoma iz vrst optimatov) Cezarja bali, zato so mu dali v upravo mirnejše province in mu s tem so preprečili, da bi vodil močnejšo vojsko. Cezar je videl, da mu senat hoče po vsej sili odvzeti moč, zato si je začel iskati močnejše zaveznike in tako uspel dobiti večjo vojsko.

## Galske vojne
Cezar je prvotno nameraval napasti območje današnje Romunije, saj je bila ta dežela bogata z dragimi kovinami. Pomladi leta 58 pr. n. št. so se vse njegove legije zbrale v vzhodnih delih Ilirika. Tekom priprav na vojni pohod proti vzhodu pa so se začele nenadne selitve Helvečanov, zveze ljudstev, ki so živela na območju današnje Švice, preko rimskih ozemelj na območje današnje jugozahodne Francije (Gaskonja). Helvečani so zažgali svojih 12 mest in okoli 400 vasi ter se odpravili na zahod. Vpadnikov je bilo okoli 300.000, od tega 190.000 za orožje sposobnih mož. Sočasno so vdrli na ozemlje Hedučanov, galskega plemena, živečega v dolini Saone. Selitev Helvečanov je predstavljala tveganje za mir v Galiji, ki so ji z druge strani Rena hkrati grozili vdori germanskega plemena Svebov pod vodstvom Ariovista.  Zaradi tega je Cezar moral spremeniti svoje načrte, zbral je svojo vojsko v dolini Rone in krenil ob rečnem toku navzgor. Porušiti je dal most pri današnji Ženevi ter s tem otežil Helvečanom nadaljnji pohod, vojska pa je blokirala dolino. Helvečani so se odločili s silo prebiti, vendar so jih Rimljani po dolgotrajnem boju potisnili po dolini navzgor. Nato so se Helvečani umaknili na severovzhod in na območju današnjega Basla krenili na zahod, da bi prečkali Saono. V bližini Hedučanskega glavnega mesta Bibrakte jih je pričakal Cezar, ki je takoj ukazal napasti njihov tabor. Tod se je vnel zagrizen boj, v katerem so sodelovale tudi ženske in otroci. Boj se je končal šele okoli polnoči. Preživelo je le okoli 100.000 Helvečanov. Le-tem je Cezar ukazal, da se vrnejo v domovino, ki so jo sami opustošili in jo obnovijo, ker se je bal, da bodo Germani prečkali Ren in zasedli izpraznjeno ozemlje Helvetov.
V času, ko je Cezarju pripadlo poveljstvo v Cisalpinski in Transalpinski Galiji ter Ilirikumu, je bilo na območju preostale Galije večje število državic, v katerih so živela ljudstva različnega izvora (npr. Svebi, Kelti in Briti), ki so medsebojno živahno trgovala. Rimljani, še prej pa Grki so ta ljudstva imenovali Kelti oziroma Galci. Od 4. stoletja pr. n. št. dalje, odkar so Galci prečkali reko Pad in vdrli na Apeninski polotok ter leta 387 pr. n. št. celo oplenili Rim, so se Rimljani venomer bali njihovega ponovnega napada. V 2. stoletju pr. n. št. so Germani iz neznanih razlogov začeli vdirati v Galijo, zato so nekateri Galci pred njimi bežali na oziroma čez ozemlja Rimljanov. Cezar, ki je dobil v upravo Transalpinsko in Narbonsko Galijo, se je zato podal na 8 letni vojaški pohod (58–50 pr. n. št.) proti tej grožnji. Pozimi istega leta je Cezar opustil pohod na vzhod ter se posvetil osvajanju Galije, saj je tudi ta dežela premogla dobrine, zanimive za rimsko tržišče. Trgovska pot je v glavnem potekala po dolinah Rone, Saone in Rena, najpomembnejše trgovsko blago pa so bili jantar, sužnji in kositer iz Britanije, ki je prihajal v Galijo po Seni in Garoni. Najprej se je napotil nad Belgijo (tedaj Belgiko), pozneje pa, da bi si zagotovil prehod v Britanijo, razdelil vojsko na dva dela in prvi del poslal v osrednjo Galijo, on sam pa se je s svojim delom vojske odpravil v Normandijo, Bretanijo (ki so jo takrat poseljevali Briti) in zahodno Galijo.

### Vojne z germanskimi plemeni
Po pokoritvi Helvečanov so nekatera galska ljudstva prosila Cezarja, da bi jih branil pred Germani, ki so prestopili Ren in se naselili v Alzaciji. Cezar je v to privolil, mnogi drugi rimski častniki, še posebej mladi aristokrati, pa so bili proti. Tedaj je Cezar sklical vojaški zbor in rekel: 
Kdor je strahopeten mehkužnež, naj odide domov k materi... Bom pač z X. legijo krenil nad barbare, saj gotovo niso nevarnejši nasprotniki od Kimbrov, jaz pa tudi nisem slabši vojskovodja kot Marij!
 X. legija, ki je slovela kot najbolj zanesljiva, se je Cezarju zahvalila za izrečeno zaupanje, ostale tri legije pa so se pokorile in nazadnje z navdušenjem odšle na pohod. Po nekaj dneh so se srečali z Ariovistom iz germanskega plemena Svebov in njegovo številno vojsko. Cezar je z manjšimi oddelki izzival nasprotnike, dokler niso planili izza obrambnih okopov in se spopadli z Rimljani. Izkušeni in dobro organizirani rimski vojaki so premagali Svebe ter začeli zasledovati nasprotnike. Na bojišču je obležalo kar 80.000 Germanov, Ariovist pa je z manjšo skupino vojakov zbežal čez Ren. Rimska vojska je prezimila v bližini bojišča (blizu današnjega mesta Besancon), Cezar pa se je odpravil v Cisalpinsko Galijo, pokrajino ob Padu, da je lažje spremljal dogodke v Rimu in dajal napotke svojemu namestniku Pisu. K njemu so vse pogosteje prihajali ljudje z najrazličnejšimi prošnjami. Cezar je skušal vsakemu ugoditi in si s tem pridobiti nove pristaše.
Pozimi v letih 58 in 57 pr. n. št. so se severna galska plemena s skupnim imenom Belgi združila v proti rimsko zvezo. Cezar je tako dobil izgovor za nadaljnje osvajanje Galije. Belgi so začeli pustošiti na severu rimskih ozemelj, Cezar pa je zbral dve legiji in pomladi krenil nad Belge. S hitrim napadom je premagal pleme Remijcev, ki je živelo na območju današnjega Reimsa. Ostala belgijska plemena so napadla Cezarjevo vojsko, vendar je iz remijskega mesta odbil napad, nato pa takoj krenil v Flandrijo, kjer je napadel Nervijce, sloveče kot najbolj bojevit narod med Belgi. Nervijci so se po napadu z družinami zatekli v gozdove in od tod načrtovali napad. Rimljane so presenetili med postavljanjem tabora in obkolili XII. ter VII. legijo. Ker so bili ubiti vsi centurioni, je vojski zmanjkovalo morale, zato se je Cezar s ščitom v rokah zagnal v nasprotnike, kar je dalo poguma skoraj premaganim Rimljanom, medtem ko jim je X. legija hitela na pomoč. Preživelo naj bi le okoli 500 Nervijcev, od 400 nervijskih starešin pa bi naj preživeli le trije. Ko je sporočilo o veliki zmagi Rimljanov prispelo v Rim, je senat odredil zahvalne slovesnosti, ki so trajale 15 dni, kar se dotlej še ni zgodilo. Po vzpostavitvi miru v Galiji se je vojska odpravila v zimovališča ob Loari, Cezar pa se je vrnil v Cisalpsko Galijo.
Zaradi poraza Svebov, ki so bili glavni konkurenti pri osvajanju Galije, so se ostala plemena začela seliti na vzhod čez reko Ren. Cezar je uničil ljudstvo Venetov v pomorski bitki pri ustju reke Loare. Aprila leta 56 pr. n. št. so Cezarja v Cisalpski Galiji v Luki obiskali Gnej Pompej, Mark Licinij Kras, pretor Sardinije Apij in več kot 200 senatorjev. Na tej konferenci so prišli do zaključkov, da Pompej in Kras postaneta konzula v letu 55 pr. n. št. in dobita v upravo provinci na območju današnje Španije (Prednja in Zadnja Hispanija) in Sirijo, Cezarju pa se podaljša namestniška doba za pet let (do 31. decembra 50 pr. n. št.) ter da se mu namenijo potrebna finančna sredstva. Kljub nejevolji nekaterih senatorjev, pristašev optimatov, so bili sklepi potrjeni.
Pomladi istega leta je ob vrnitvi Cezar našel Galijo v plamenih, saj sta v tem času dve germanski ljudstvi — Usipeti in Tenkteri — prečkali Ren in se tam naselili. Ren naj bi prestopilo skoraj pol milijona Germanov. Cezar jih je z vso silo napadel in jih pri tem pobil okoli 400.000, tudi žensk in otroke. Ujetnike je nagnal nazaj čez Ren, preživeli so se zatekli k Sugambrom. Cezar je med ljudstvom in senatom požel veliko neodobravanje, zato je hotel odvrniti pozornost od tega dejanja z gradnjo mostu čez Ren (53 pr. n. št.). Vojska je uspela zgraditi most v desetih dneh, kar je bil velik tehnološki dosežek, Rimljani so po navadi čez velike reke mostove gradili tako, da so galeje postavili v vrsto, nato pa jih zvezali. Cezarjeva vojska je tako lahko neovirano prečkala Ren. Germanska plemena so se pred rimsko vojsko umaknila globoko v gozdove, Cezar pa je pustošil po zapuščenih naseljih. Rimljani so se v Germaniji zadržali le 18 dni, nato pa so se po isti poti vrnili v Galijo in za sabo podrli most.

### Vdor v Britanijo
Cezarja je na obalah Galije ob vrnitvi že čakalo ladjevje, da prepelje njegovo vojsko v Britanijo. Cezar je bil prvi, ki si je upal po Atlantiku s celo vojsko v sovražno deželo. Razdelil je vojsko na dva dela, prvi del poslal v osrednjo Galijo, sam pa se je napotil prek Rokavskega preliva. V Britaniji so Rimljani naleteli na revno prebivalstvo, ki še ni poznalo državne ureditve, zato so se kmalu vrnili v Galijo. Leta 54 pr. n. št. je Cezar ponovno vdrl v Britanijo in v bitki v bližini današnjega Londona premagal njihovega kralja Cassivellaunusa. Zajel je veliko talcev, kralju pa naložil davek. Cezarjevi znanstveniki so izvedli nekaj raziskav z vodno uro in ugotovili, da so v tem času noči v Britaniji krajše kot v Galiji. Pomen ekspedicij v Britanijo je bil predvsem v tem, da je Cezar premaknil meje Rimskega cesarstva izven znane obljudene zemlje. Pompej in Kras, sedaj že konzula, sta za ta Cezarjev uspeh ukazala 20 dni trajajoče slovesnosti.

### Kriza
Po vrnitvi iz Britanije (54–53 pr. n. št.) je vojska prezimila v deželi Belgov. Zaradi velikosti se je morala razdeliti na več manjših enot, ki so zimovala ločeno. Cezar se je kot običajno odpravil v Cisalpinsko Galijo, od koder je upravljal svojega namestnika Piso. V prvih tednih leta 53 pr. n. št. se je moral Cezar soočiti z resno krizo. Zimovališča njegovih legij so bila med seboj daleč narazen in so bila zaradi tega izpostavljena napadom upornih galskih plemen. Nosilec upora je bilo pleme Treverov (ali Teburonov), ki je živelo ob reki Mozeli. Sčasoma se je iz upornikov formirala vojska 60.000 mož različnih plemen. Vodil jih je Ambioriks iz plemena Eburonov. Ambioriksova vojska je obkolila XIV. legijo in jo uničila, legijo pod poveljstvom slovitega državnika in govornika Marka Tulija Cicera (3. januar 106 pr. n. št. – 7. december 43 pr. n. št.) pa je obkolila in oblegala njen tabor. Medtem je bil Cezar v Italiji, kjer je nastajal prvi triumvirat in takoj, ko je izvedel za kaos v Galiji, je zbral vojsko 7.000 mož ter odhitel Ciceru na pomoč. Oblegovalci Cicerove legije so izvedeli, da prihaja nadnje sam Cezar. Ker so se zanašali na svojo številčno premoč, so opustili obleganje in se odpravili naproti človeku, ki je zadal Galiji toliko gorja. Cezar se je galski vojski spretno izmikal, ko pa je našel ustrezen teren za obrambo, je ukazal vojski, da postavi tabor ter da se izogiba vsakršnim spopadom z nasprotnikom. Ukazal je tudi zviševati obrambne okope, zaradi česar so Galci menili, da se jih Rimljani bojijo. Zaradi tega so začeli napadati rimski tabor neorganizirano, v manjših krdelih. Ko pa je Cezar videl nered v nasprotnikovih vrstah, je ukazal nenaden izpad vojske iz tabora. Rimljani so presenečene Galce razgnali in jim zadali hude izgube. Po tej zmagi se je Cezar odpravil na že zdesetkane Nervijce in ponovno izvedel genocid. Enaka usoda je doletela tudi Menapijce, ki so živeli ob Renu in Ambioriksovo pleme Eburoncev, ki so takrat praktično izumrli. Pomladi je Cezar dal ubiti vse voditelje te vstaje. Pred zimo so vstaje v tem delu Galije zamrle. Cezar je osebno obiskal vsa zimovališča in se prepričal o njihovi dobri obrambi. Ogledniki so nenehno nadzirali Galce in iskali morebitna uporniška gibanja. Kot nadomestilo za nastale izgube je dobil tri legije: dve mu je posodil Pompej, eno pa so zbrali v Cisalpinski Galiji. Cezar je tudi moral obnoviti pogodbe z legionarji VII., VIII., IX. in X. legije, ki so služili že šest let, kar je bila najdaljša služna doba. Rimljani so izgubili utrdbo Noviodunom (danes Nevers), zaradi česar se je Cezar moral umakniti proti severu v mesto Agedincum (danes Sens).

### Zadnji galski upor
Kelti so v mestu Bibracte za arnverskega in keltskega poglavarja uradno razglasili Vercingetoriksa (82–46 pr. n. št.), čigar ime pomeni zmagovalec v stotih bitkah. Kljub nadzoru, za katerega si je prizadeval Cezar, se je v letu 52 pr. n. št. Vercingetoriks uprl. Združil je praktično vsa galska plemena v veliko vojsko. Sodelovanje v uporu so odklonila le plemena Belgov, ki so bila prejšnje leto skoraj iztrebljena. To je Cezar razumel kot izzivanje vojne in se je napotil nadnje. Vercingetoriks je vojsko razdelil na majhne oddelke, vsakemu oddelku pa je dodelil več poveljnikov. S tem dejanjem je želel zanetiti upor po vsej Galiji. Ko je Cezar izvedel za namere Galcev, se je z vso svojo vojsko in kljub hudi zimi v zelo kratkem času vrnil. Na poti proti severu je Cezar napadal galska mesta, vendar so Galci s taktiko požgane zemlje sami uničevali mesta in oskrbovalno infrastrukturo ob poteh, kjer se je gibala rimska vojska, da se ne bi mogla oskrbovati. Branili so le najmočnejša mesta, z najboljšo obrambno lego. Taka mesta je moral Cezar oblegati in med obleganjem so jih izza hrbta napadali Vercingetoriksovi možje. S taktiko uničevanja hrane in zadajanjem izgub je hotel Vercingetoriks prisiliti Rimljane, da bi se iz Galije umaknili v Provanso, medtem ko bi Galci v tem času okrepili svoje vrste. Cezar je kljub temu porušil mesti Avarik (Avaricum) (danes Bourges) z 40.000 prebivalci, (800 preživelih se je zateklo k Vercingetoriksu) in Cenabum (danes Orleans). Na stran Galcev so prestopili tudi Hedučani, ki so bili prej zavezniki Rimljanov. Med Cezarjevim umikom pred Hedučani na ozemlje pokornih Sekvancev je Rimljane obkolila množica upornih Galcev. Cezar je boj z veliko številčnejšim nasprotnikom sprejel. V začetku bitke je kazalo na poraz Rimljanov. Boj je bil tako srdit, da je Cezar v boju izgubil svoj meč. V drugem delu bitke so si Rimljani opomogli in so s težavo razgnali Galce. Po bitki je Cezar videl svoj meč viseti v galskem svetem gaju. Prijatelji so ga prigovarjali, da si meč zopet prisvoji, vendar jih je zavrnil z besedami: 
Nož je zdaj lastnina bogov.
 Vercingetoriks se je ustavil v Gergovii (danes Clermont-Ferrand). Pri obleganju tega je Cezarju padlo 700 vojakov in umaknil se je: tokrat prvič poražen. Nanovačil je kontingent Germanov. Vercingetoriks je bil v novem napadu na rimsko vojsko poražen. Kmalu po tej bitki so se Cezarju pridružile legije, ki so prispele iz dežele Belgov. Tako močne vojske si Vercingetoriks ni upal napasti, zato se je z delom vojske umaknil v utrjeno mesto Alesija.

### Bitka za Alesijo
V Alesiji naj bi bilo 80.000 vojakov, žensk in otrok (po Plutarhu celo 170.000). Cezar je mesto obkolil s 45.000 vojaki in začel obleganje, s katerim je hotel izstradati branilce. Cezarjevo vojsko pa je zatem obkolilo 250.000 (po Plutarhu 300.000) galskih vojakov, z namenom, da prebijejo rimski obroč in osvobodijo branilce Alesije. Cezar je ukazal svojim vojakom zgraditi dve obrambni črti: prva je bila obrnjena proti Alesiji, druga proti zunanjemu obroču nasprotnika. Tekom obleganja je Galcem v Alesiji začelo primanjkovati hrane, zato so poslali svoje žene in otroke proti Rimljanom, da bi jih spustili iz obroča. Rimljani so jih zavrnili, zaradi česar so ženske in otroci od lakote pomrli med obema bojnima črtama. Kmalu zatem je sledil poraz neorganizirane galske horde, ki se je hotela prebiti v Alesijo. Boj je minil tako hitro, da rimske enote notranje obrambne črte sploh niso izvedele za zmago, dokler se ni iz mesta razlegel jok in stok. Vercingetoriks je v obupu ukazal popoln napad. Napadli so eno od šibkih točk rimskih oblegovalnih obročev. Skoraj bi ga jim uspelo prebiti, a jih je Cezar s hrbta presenetil s konjenico. Ko so opazili njegov plašč, so Galci zbesneli in se prestrašili, Rimljani pa razveselili in opogumili. Vercingetoriks se je bil prisiljen spet zapreti v mesto. Demoralizirani branilci Alesije so se vdali. Vodja upora Vercingetoriks je odjahal v najboljši bojni opravi pred Cezarja, skočil s konja, odvrgel orožje in se vdal z besedami: 
Konec je. Močnega človeka je premagal še močnejši.
 Vercingetoriks je upal, da si bo s tem rešil življenje, a se je motil. Cezar ga je v Rim pripeljal v okovih, ga za šest let vrgel v ječo in ga dal 46 pr. n. št. obredno zadaviti. Cezar je dobil vse galsko orožje in eno legijo Pompejevih vojakov. Rimljani so kasneje zmagali v bitki proti Keltom tudi v Burgundiji.

## Konec vojne
S padcem Alesije je bila Galija že drugič osvojena v celoti. Tokrat je bila pokorjena. V tem času je Cezar zavzel 830 mest in si pokoril okoli 300 plemen. Cezar je bil v bojih uspešnejši zaradi izkušene, izurjene, bolje oborožene in vdane vojske. Pomembna je bila tudi hitrost premikanja vojske in taktična zrelost njenih legatov in častnikov. Ob prihodu Cezarja v Galijo je tukaj prebivalo okoli 6 milijonov Galcev, od česar naj bi jih bilo 3 milijone sposobnih za orožje. V deset let trajajočih vojnah je bilo ubitih ali zasužnjenih okoli 40 % vseh Galcev.

## Na poti k državljanski vojni
Medtem ko je Cezar organiziral pokorjena ozemlja v Galiji, sta se tudi druga dva triumvirja trudila, da bi povečala svojo moč. Pri tem je bil Pompej uspešnejši, saj je bil v letu 52 pr. n. št. izvoljen za konzula brez partnerja (dotlej sta državo vodila dva konzula). Kras je bil po svoji konzulski karieri imenovan za guvernerja province Sirije, vendar je leta 53 pr. n. št. padel v boju s Parti. Po Krasovi smrti sta izmed triumvirjev ostala le še Cezar in Pompej in le še vprašanje časa je bilo, kdaj se bosta spopadla. Pompej se je še vedno zanašal na star sloves uspešnega vojskovodje, medtem ko je Cezar večino svojega bogastva, nagrabljenega v Galiji, potrošil za podkupovanje rimskih politikov. Za vsak primer je Pompej od Cezarja zahteval vrnitev dveh legij, katere mu je posodil za boje z Galci. Ti vojaki so hlinili prijaznost do Pompeja, v resnici pa so bili vdani Cezarju. Zaradi tega se je Pompej prevzel in je začel zanemarjati lastne legije, to pa je bila voda na Cezarjev mlin. Leta 50 pr. n. št. je senat predlagal, da tako Cezar kot Pompej odložita orožje. Cezar se je s predlogom strinjal, vendar pa je bil proti, da bi nato enemu dali oblast, drugega pa obsodili pehanja za tiranijo. Senat je v večini podprl predlog o razpustitvi Cezarjevih in Pompejevih legij, konzul Lentul in Pompejev tast senator Scipion pa sta zahtevala, da se Cezarja razglasi za državnega sovražnika. V senatu je prišlo do spora in seja je bila končana brez odločitev. Na naslednjo sejo senata, 1. januarja 49 pr. n. št. sta Mark Antonij (82—30 pr. n. št.) in Kurion prinesla Cezarjevo pismo s predlogom, da bi obdržal Cisalpinsko Galijo in Ilirikum ter štiri legije do naslednje kandidature za konzulat. Senat je Cezarju odobril obe provinci in 6.000 legionarjev, s čimer se je strinjal tudi Pompej, vendar pa je dal konzul Lentul Marka Antonija in Kuriona sramotno vreči iz senata. Cezar je to razumel kot povod za vojno, saj bi bil v primeru, da bi razpustil čete in se vrnil v Rim, obsojen zaradi kršenja ustave in obsojen na pregnanstvo. Odločil se je za vojno proti Pompeju in njemu naklonjenim senatorjem. Cezar je imel v tem trenutku tostran Alp le okoli 300 konjenikov in 5.000 pešakov, vendar se je raje odločil za hiter napad, kot pa čakati okrepitev. Poslal je po legije v Galijo, sam pa je krenil na jug. 7. januarja mu je senat odvzel tudi naslov prokonzula Galije in na njegovo mesto posadil Domicija Aenobarba, Cezarjevega sovražnika. Reka Rubikon, ki je razmejevala Cisalpinsko Galijo in Italijo, je označevala linijo, katere ni smela prečkati nobena oborožena vojska. Po legendi se je Cezarju tam prikazal velikan, ki je igral na trobento in ga vabil čez reko. Cezar je to razumel kot znak bogov. Tako je ponoči z 11. na 12. januar (po nekaterih podatkih 10. januarja) leta 49 pr. n. št. je prekoračil Rubikon in začel državljansko vojno (49–46 pr. n. št.).

## Državljanska vojna
Cezar je svojim vojakom ukazal, naj oboroženi samo z meči (in še te naj uporabijo le v skrajni sili) pod poveljstvom Kvinta Hortenzija, zavzamejo mesto Arminum (danes Rimini), najpomembnejše mesto v Italski Galiji. Arminum je padel še tisto noč, s čimer si je Cezar odprl pot na jug. Ko je novica o padcu Arminuma dosegla Rim, je izbruhnila panika. Mnogo Cezarjevih nasprotnikov je začelo v neredu zapuščati domove in bežati iz Rima. Splošni paniki je podlegel tudi Pompej: izdal je uradni razglas o vojnem stanju, nato pa je zbežal iz Rima v Brundizij, nato pa čez Otrantski preliv v Drač. Zaradi panike v nasprotnikovih vrstah je Cezar v dveh mesecih zasedel vso Italijo z mesti, kot je Masilija, brez prelivanja krvi. Takoj je sklical senatorje ter se z njimi umirjeno in razumno pogovoril. Prevzel je tudi državno zakladnico in najel večje število rekrutov. Najprej je odrinil v Španijo, da bi si zavaroval hrbet, ko bi krenil na vzhod. Tod je premagal vojsko Pompejevih legatov Afranija in Varona, medtem ko so najvišji poveljniki pobegnili k Pompeju v Epir. Ko se je Cezar vrnil v Rim, ga je senat imenoval za diktatorja. Kot diktator je dal priklicati izgnane nazaj, znižal je obrestno mero v korist dolžnikom, po enajstih dneh pa se je diktaturi odpovedal. Nato je vladal skupaj s Servilijem Isaurikom kot eden izmed konzulov, vendar pa je obdržal vojaško poveljstvo. V letu 48 pr. n. št. se je Cezar z vojsko odpravil v Brundizij, da bi z ladjevjem prečkal Otrantski preliv in izsledil Pompeja v Epiru. Tod ga je le-ta čakal na strateško močni točki, ki se jo je dalo oskrbovati s kopne in z morske strani. Cezarjevi vojaki niso imeli te sreče. Med čakanjem na bitko so trpeli hudo lakoto in so zaradi pomanjkanja jedli celo korenine tamkajšnjega rastlinja. Pred Pompejevim taborom se je vnel niz manjših bojev, v katerih je večinoma zmagovala Cezarjeva vojska, v pomembnejšem izmed bojev pa je zmagal Pompej. Ta poraz je tako načel moralo že izčrpane in lačne vojske, da je Cezar odpeljal svoje legionarje v Makedonijo nad Scipiona. Pompej se je odločil počakati, da se nasprotnik izčrpa, vendar pa so ga njegovi nestrpni generali pregovorili, da krene za Cezarjem. Medtem je Cezarjeva vojska prispela v Gomfe v Tesaliji, kjer so si utrujeni in lačni možje nekoliko opomogli. Cezarjeva in Pompejeva vojska sta se srečali na ravnini pri Farsalosu (slovensko Farzal). Cezarjeva vojska je štela 1.000 konjenikov in 22.000 pešakov, Pompejeva pa 7.000 konjenikov in 45.000 pešakov. Ob začetku bitke je Cezar centru vojske ukazal napad, sam pa je na desnem krilu čakal napad nasprotnikove konjenice. Vojakom je ukazal, naj mladim, vojne nevajenim nasprotnikom naperijo kopja proti obrazu in ne v konje, kot je bilo v navadi. Rezultat je bil presenetljiv: Pompejeva konjenica in nato še center sta se spustila v beg. Cezarjevi vojaki so jih zasledovali vse do tabora. Na bojišču je obležalo okoli 6.000 Pompejevih vojakov, Cezarjeve izgube so bile manjše. Z ujetniki je Cezar izpopolnil svoje legije. Pompej je z bojišča zbežal v Egipt.

## Vojna s Pompejem
Po zmagoslavju pri Farzalu je Cezar krenil v Malo Azijo, nato pa za Pompejem v Egipt. Ko je Cezar prispel v Aleksandrijo, je izvedel, da je bil Pompej na svoj rojstni dan (28. septembra) 48 pr. n. št. umorjen. S solzami v očeh je prejel Pompejev pečatni prstan. Ujete Pompejeve pristaše je pomilostil in si s tem večinoma pridobil njihovo naklonjenost.

## Egipčanska vojna
V Aleksandriji se je Cezar sestal s Kleopatro (69 – 30 pr. n. št.) in z njo začel ljubezensko razmerje. Pomagal ji je pri spravi z njenim bratom Ptolemajem XIII. in ji pridobil del vladarske oblasti. Del ptolemajske vlade se je Cezarjevim dejanjem uprl. Izbruhnila je aleksandrijska vojna, ki jo je Cezar opisal v knjigi De Bello Alexandrino. Med spopadi je zgorel del aleksandrijske knjižnice. Cezar je leta 47 pr. n. št. premagal egipčansko vojsko s Ptolemajem XIII. na čelu, oblast pa dal Kleopatri in njenemu bratu Ptolemaju XIV. Kleopatra je rodila sina, Cezariona, ki je domnevno bil Cezarjev. Iz Egipta se je Cezar odpravil v Sirijo in nato v Malo Azijo.

## Poraz Farnaka II.
Malo Azijo je Cezar našel v plamenih. Sin Mitridata VI. Farnakes II. (Farnak II.), je prevzel oblast v Pontu ter začel hujskati ljudi proti Rimu. Cezar ga je s tremi legijami izsledil in ga v bitki pri Zeli hitro premagal. Rim je o svoji bleščeči zmagi obvestil s kratkim sporočilom: 
Veni, vidi, vici.

## Pompejevi privrženci
Proti koncu leta 47 pr. n. št. se je iz Male Azije vrnil v Italijo. Tod je bil že drugič imenovan za diktatorja, za naslednje leto pa mu je bil namenjen konzulat. Poleg časti je bil deležen tudi očitkov: njegovi vojaki so ostali nekaznovani, ko so umorili bivša pretorja, očitano mu je bilo tudi, da dopušča Amantijevo lakomnost in pijančevanje Marka Antonija. Odgovornost za to so naprtili Cezarju, vendar pa je le-ta iz političnih vzrokov prenašal očitke. Pompejeva pristaša Scipion mlajši in Kato mlajši (95–46 pr. n. št.) sta po porazu pri Farzalu zbežala v Severno Afriko, kjer sta se leta 46 pr. n. št. združila s tamkajšnjim kraljem Jubo, kateri je imel pod seboj veliko število oboroženih mož in bojnih slonov. Takoj ko je Cezar izvedel za to zvezo, je zbral vojsko in iz Sicilije odpotoval v Afriko. Numidijci so z bliskovitimi napadi večkrat presenetili Cezarjeve vojake in jim prizadejali hude izgube. Ti uspehi so Scipiona in Jubo navdali s pogumom, zato so v bližini Taspa (v dananšnji Tuniziji) začeli z gradnjo utrdbe, ki bi bila izhodišče za dokončni napad na Rimljane. Cezar je izvedel za to namero in je s svojimi vojaki pridrvel nad presenečene graditelje utrdbe. Po enem izmed poročil naj bi umrlo 50.000 rimskih nasprotnikov in le 50 Rimljanov. Po pričevanju se Cezar zaradi epileptičnega napada (glej Bolezni) te bitke sploh ni mogel udeležiti. Po vrnitvi v Rim je Cezar slavil kar štiri triumfe: nad Galci, Egipčani, Pontčani in Numidijci. Po zmagoslavnih slovesnostih je Cezar dal razdeliti med vojake velike vsote denarja ter priredil bogate gostije in razkošne igre. Po zaključenem praznovanju se je Cezar odpravil v Španijo nad Pompejeva sinova. Čeprav sta bila mlada, sta zbrala močno vojsko. Vojska mladih Pompejevih sinov se je zagrizeno spopadla z ostarelimi Cezarjevimi legionarji. V odločilni bitki pri Mundi je moral Cezar osebno spodbujati vojake k večji bojni vnemi. Po trdi bitki je na bojišču obležalo okoli 30.000 Cezarjevih nasprotnikov, med njimi tudi starejši Pompejev sin. Po zmagi je Cezar rekel: 
Pogosto sem se boril za zmago, danes pa prvikrat za življenje.
 To je bila Cezarjeva zadnja bitka.

## Vladavina
Cezar je bil po zmagovitih vojnah po božje čaščen. Odrekel se je kraljevski oblasti in prestolu rimskega sveta. Še naprej je izvajal reforme (glej Reforme). Zaradi svojega vojaškega pohoda je bil zelo bogat. Denar je trošil za nadaljnje politične načrte, za svoje somišljenike, velike gradnje v Rimu in za nagrade vojakom in častnikom.

## Reforme
Cezar je bil imenovan za absolutnega vladarja – izvolili so ga za dosmrtnega diktatorja. Po dolgih letih vojskovanja se je Cezar posvetil urejanju civilnih zadev. Cezarju je v zelo kratkem času uspelo izpeljati reformni program s katerim je korenito posegel v organizacijo Rimske države in družbe. Politične, gospodarske, kulturne in upravne reforme so zaznamovale njegovo vladavino. Mnogim svojim nasprotnikom je odpustil, nekaterim med njimi je namenil celo visoke službe (npr. Junij Brut in Gaj Kasij sta postala pretorja). Dal je tudi obnoviti Pompejeve kipe. Cicero naj bi ob tej priložnosti dejal: 
S tem ko je Cezar ponovno dvignil Pompejeve kipe, je utrdil svoje.
 Revnemu prebivalstvu in vojakom je namenil naselitev v kolonijah, od katerih sta najbolj znani kartagina in Antični Korint. Ljudstvu se je hotel prikupiti z razdeljevanjem žita in prirejanju pogostitev. V centru Rima je dal postaviti nov, Cezarjev forum. Na starem Forumu Romanumu, političnem srcu Rima, pa je dal postaviti govorniški oder, sodišče in nov senat. Cezarjevi znanstveniki so preuredili koledar, ki je po novem štel 365 in eno četrtino dneva. V Cezarjevo čast se imenuje julijanski koledar. Ta koledar je tako natančen, da so ga ponekod uporabljali še v 20. stoletju. Cezar je uvidel, da velika država potrebuje močno vlado in birokracijo, zato je povečal število senatorjev iz 600 na 900, število pretorjev iz 8 na 16, edilov iz 4 na 6 in število kvestorjev iz 20 na 40. Cezar je novačil tudi senatorje izven Italije, kar je bila novost. Cezar je bil radodaren tudi s podeljevanjem državljanstva: podelil ga je tudi Galcem ob Padu, kasneje pa še nekaterim drugim. Vse Cezarjeve reforme so imele namen spojiti Rim s provincami v monarhijo po helenističnem vzoru. Rim naj bi postal središče take svetovne države.
Seznam reform:
- Politične reforme
  - Vnesel je več demokracije v senat.
  - Razširitev senata s 600 na 900 članov, med katerimi so bili tudi prebivalci provinc izven Italije, pretorjev z 8 na 16, edilov s 4 na 6 in kvestorjev z 20 na 40.
  - Uvedba nove upravne delitve občin, Rim postane glavno mesto cesarstva.
  - Podelitev rimskega državljanstva prebivalcem Sicilije, severne Italije in Španije.
  - Vključitev Galije v Italijo.
  - V službe je sprejemal tudi uradnike in častnike iz provinc.
  - Mnogim nasprotnikom je odpustil, nekaterim celo dal visoke službe.
- Gospodarske reforme
  - Uvedba velikih javnih gradbenih del v Rimu za brezposelne, ki jih je bilo okrog 150.000, torej skoraj polovica.
  - Razdeljevanje žita revnim in znižanje dolgov (agrarni zakon iz leta 59 pr. n. št.).
  - Mnogoštevilne družine so dobivale nagrade.
  - Ureditev prometa v Rimu – vozovi čez dan niso smeli voziti.
  - Ureditev čiščenja cest.
  - Skrb za javne gradnje.
- Družbene reforme
  - Naseljevanje nepreskrbljenih veteranov in revnega prebivalstva na ozemljih kolonij kot sta Kartagina in Korint.
- Kulturne reforme
  - Zakon proti razkošju,
  - Reforma koledarja: julijanski koledar (namesto luninega leta je Cezar uvedel sončno leto) od 1. januarja 45 pr. n. št. dalje je imelo leto 365 dni in eno četrtino dneva. Njegov rojstni mesec se je preimenoval v julij. Uvedel je prestopno leto – 29. februar (tak koledar je veljal do leta 1573, ko ga je zamenjal gregorijanski koledar).
  - V Rimu je dal zgraditi Forum Iulium z baziliko, v centru mesta pa govorniški oder, sodišče in nov senat.
  - Skrb za ljudske igre v Koloseju.
  - Obnovitev Pompejevih kipov.

## Cezarjevi zadnji veliki načrti
Cezar je bil človek, ki ni hotel uživati v sadovih preteklega dela, ampak si je vedno znova želel velikih dejanj in slave. Načrtoval je nove vojne pohode, od katerih je bil prvi namenjen proti Partom. Po zmagi nad njimi naj bi se odpravil do Kaspijskega morja, nato pa vdrl v deželo Skitov ter jo osvojil. Nazadnje naj bi osvojil še Germanijo. Poleg vojaških pohodov pa si je Cezar zastavil tudi mogočne gradbene projekte. Nameraval je skopati prekop pri Korintu. Skopati je hotel tudi prekop iz Tibere, mimo Circejskega predgorja v morje pri Teracinu, da bi trgovskim ladjam omogočil lažjo in varno plovbo. Pri Pometiji je hotel izsušiti močvirje in pridobiti rodovitno zemljo. Pri izlivu Tibere je načrtoval gradnjo večjih pristaniških nasipov.

## Smrt in njene posledice
Razlog za sovraštvo do Cezarja je najbrž bila njegova tiha želja po kroni, kar naj bi bila zarotnikom tudi glavna pretveza za zaroto. Res je tudi, da so bili mnogi med ljudmi, ki so Cezarju privoščili krono. Ko se je Cezar nekega dne vračal iz Albe v Rim, ga je ljudstvo pozdravilo kot kralja, a jih je Cezar zavrnil z vzklikom:
Jaz nisem kralj, jaz sem Cezar!

Ob neki drugi priložnosti, ob prazniku Luperkalije, ko mladi patriciji goli tekajo po mestu in z dlakavimi jermeni v šali opletajo okoli sebe, je Cezar sedel na zlatem stolu in opazoval praznovanje. Med tekači je bil tudi mladi konzul Mark Antonij, ki je nato pritekel na forum do Cezarja in mu pred množicami ponudil z lovorom okrašen diadem – znamenje kraljev. Cezar je diadem v strahu pred srdom ljudskih množic zavrnil. Kljub temu, da je Cezar krono zavrnil, pa so bili predvsem pristaši republike prepričani, da bo Cezar slej ko prej postal monarh. Vse več očitkov je letelo na vojskovodjo Marka Junija Bruta (85–42 pr. n. št.), čigar prednik je odpravil monarhijo in vzpostavil republiko. Brut je bil v veliki dilemi. Cezar ga je v bitki pri Farzalu pomilostil, poleg tega pa mu je čez tri leta obljubil funkcijo konzula. Po drugi strani pa je ljudstvo, ki si je želelo republike, pritiskalo nanj. Ko je Brutov prijatelj Gaj Kasij opazil Brutovo dilemo, ga je vzpodbudil k zaroti. Bolj ko se je bližal dan zarote, več naj bi bilo znamenj, ki so napovedovala Cezarju nesrečo: na nebu naj bi se pojavljala nenavadna svetloba, na forum pa so se spuščale puščavske ptice. Ko je Cezar žrtvoval žival, je izginilo njeno srce. Nek vedež je Cezarju svetoval, naj se varuje marčevih id (15. marec). Noč pred usodnim dnem naj bi se Cezarjevi ženi Kalpurniji sanjalo, da v naročju drži mrtvega moža. 15. marca 44 pr. n. št. naj bi se Cezar na poti v senat ustavil pri vedežu, ki ga je opozoril, in mu posmehljivo rekel: 
Marčeve ide so prišle.
 Vedež mu je tiho odvrnil: 
Prišle, a ne prešle.
 Tega dne se je v senatu razpravljalo o prošnjah. Ko je vrsta prišla na Tilija Cimbra, ki je prosil za izgnanega brata, je približno 60 zarotnikov obstopilo na stolu sedečega Cezarja. Cezar je prošnjo zavrnil, Tilij pa mu je strgal togo z vratu, kar je bilo znamenje za napad. Senator Kaska, eden izmed zarotnikov, je prvi zabodel Cezarja. Vbod v vrat ni bil smrten, zato se je Cezar presenečen dvignil na stolu. Tedaj so tudi ostali zarotniki potegnili bodala in začeli zabadati. Cezar se je upiral, ko pa je videl Bruta, ga je ogovoril (glej Izreki), si potegnil togo čez obraz in padel pod zadanimi udarci. Njegova kri naj bi obrizgala Pompejev kip. Ob vznožju kipa je Cezar v zadnjih trzajih krvavel iz triindvajsetih vbodnih ran. Zarotniki so se odpravili na rimski Kapitol, kjer so klicali ljudstvo na svobodo in vabili optimate, da se jim pridružijo. Nekateri so se jim pridružili, večina pa ne. Naslednji dan je Brut govoril na Forumu. Senat je pripravil pomilostitev zarotnikov in spravo med optimati in populari. Ljudstvo je to odobravalo. Ko pa so prinesli zmrcvarjeno Cezarjevo truplo in ko so odprli njegovo oporoko, v kateri je vsakemu meščanu zapustil določeno vsoto, je ljudstvo pozabilo na disciplino in je iz miz napravilo grmado ter sežgalo truplo. Nekateri so iz grmade pobrali bakle in začeli zažigati hiše zarotnikov, nekatere so celo pobili. Glavna zarotnika Brut in Kasij sta zbežala. 15. marec so plebejci poimenovali Očetomorni dan in na obletnice tega dogodka prepovedali seje in sestanke senatorjev in politikov. Po Svetoniju, piscu dela De vita Cesarium ni nobeden od zarotnikov preživel več kot tri leta. Nekatere so umorili, nekateri pa naj bi celo storili samomor z bodalom, s katerim so ga napadli, nihče od njih pa ni umrl naravne smrti.

## Cezarjeva dediščina in boj za nasledstvo
Cezar je Rimu priboril ogromna nova ozemlja, povečal birokracijo in nakazal kako bi se dalo tako veliko državo upravljati. Glavni dedič je bil Gaj Julij Cezar Oktavijan (23. september 63 pr. n. št.–19. avgust 14 n. št.), Cezarjev pranečak in posinovljenec. Od Senata je izsilil senatorsko pravico in glasovno pravico konzula. Novembra 43 pr. n. št. je Gaj Oktavijan z vojskovodjema Markom Antonijem (82–39 pr. n. št.) in Markom Emilijem Lepidom (87–12 pr. n. št.) sklenil drugi triumvirat. Leta 42 pr. n. št. je Gaj Oktavijan skupaj z Markom Antonijem pri Filipih premagal zarotnika Bruta in Kasija, ki sta po porazu storila samomor. Leta 40 pr. n. št. so si triumvirji z Brundizijsko pogodbo razdelili državo: Italija je ostala skupna posest, Gaj Oktavijan je dobil zahodni del, Mark Antonij vzhod z Egiptom, Mark Lepid pa preostalo Afriko. V naslednjih letih je Gaj Oktavijan s pomočjo zelo sposobnega vojskovodje Agripe z zmagami na Siciliji pridobil moč. Temu se je uprl Mark Lepid, a je bil odstavljen iz triumvirata. Mark Antonij se je zaljubil v Kleopatro in ji podaril rimska ozemlja na vzhodu cesarstva. To je bil povod, da je Gaj Oktavijan napadel Egipt in porazil vojsko Marka Antonija in Kleopatre. Poraženca sta storila samomor. Po tej državljanski vojni (44 pr. n. št.–31 pr. n. št.) so leta 27 pr. n. št. oklicali Oktavijana – preimenovanega v Avgusta – za prvega cesarja. Tako je Gaj Oktavijan postal edini rimski vladar. Po sto letih vojn in padcu republike se je začelo 200 let trajajoče obdobje miru in razcveta Rimskega cesarstva.

## Danes
Cezarja so oboževali mnogi vojskovodje (Napoleon), bil je tudi junak številnih romanov velikih piscev (med drugimi Williama Shakespeara). O njem so biografske knjige pisali Max Gallo (Julij Cezar, 2003), in Conn Iggulden (serija Imperator, 2003–2008).

## Bolezni
Cezar je trpel za ailurofobijo, bolestnim strahom pred mačkami in za epilepsijo.

## Rodbina
Njegova rodbina, Julijsko-klavdijska dinastija (gens Iulii), naj bi bili potomci rimskega vojaka, ki je med Punskimi vojnami s kopjem sam pokončal kartažanskega slona, zato si je dal vzdevek Caesar (kar v kartažanskem jeziku pomeni slon), da bi opozoril na svoj podvig. Isti rod naj bi imel korenine tudi iz enega zadnjih rimskih kraljev, Anka Marcija, še globlje korenine pa naj bi izhajale iz Jula, Enejevega sina, le-ta pa naj bi bil trojanski princ, ki je bil sin same Venere.

## Dela
- Komentarji o galski vojni (Commentarii de Bello Gallico) Prvi del je Cezar napisal pozimi 58 pr. n. št. drugega pa okoli 41 pr. n. št.[14][15]
- Komentarji o državljanski vojni (Commentarii de Bello Civili)
- Aleksandrijska vojna (De Bello Alexandrino)
- Afriška vojna (De Bello Africo)
- Španska vojna (De Bello Hispaniensi)

## Izreki
- Alea iacta est! – (Kocka je padla!) Te znamenite besede je izrekel ob tem, ko je 10. januarja 49 pr. n. št. prečkal Rubikon.
- Tu quoque Brute, fili mi? – (Tudi ti Brut, moj sin?) Ta stavek je izrekel, ko je med svojimi morilci zagledal lastnega posvojenca.
- Veni, vidi, vici. – (Prišel, videl, zmagal.) To je dejal, ko je zadušil upor v Pontu (pri Bosporju).
- Strahopetci umrejo velikokrat prej, preden dočakajo dejansko smrt.
- Izkušnje so najpomembnejši učitelj.
- Raje sem prvi na vasi, kot drugi v Rimu.
- Bolj ljubim čast, kot pa se bojim smrti.
- Če moraš prekršiti zakon, ga prekrši zgolj, če s tem posegaš po moči. Drugače pa se raje zadrži.
- Bolje je ustvarjati, kot pa se učiti. Ustvarjanje je esenca življenja.

## Po Cezarju imenovano
- Mesec julij – Cezar se je rodil julija.
- Vladarski naslov – cezar, cesa,  car.
- Julijske Alpe – zagledal jih je, ko je hodil v boj proti Helvetom (glej Pokoritev Helvečanov). Njihova lepota ga je tako prevzela, da jih je poimenoval po sebi.
- Cezarjeva šifra – Cezar jo je kot eden izmed prvih uporabljal za šifriranje sporočil.
- Carski rez – Cezar naj bi se prvi na svetu rodil s carskim rezom.
- Julijanski koledar